# Lotte Verbeek
Lotte Verbeek, född 24 juni 1982 i Venlo, är en nederländsk skådespelare.
Hon har spelat i filmer som Förr eller senare exploderar jag och i TV-serier som Outlander och The Borgias.
Hon pratar nederländska, engelska, tyska, franska och italienska.
I Outlander spelar hon "häxan" Geilis Duncan. I The Blacklist spelar hon Katarina Rostova

## Filmografi i urval
- 2011 – The Borgias (2011) (TV-serie)
- 2014 – Outlander (TV-serie)
- 2014 – Förr eller senare exploderar jag (film)
- 2019 – The Blacklist (TV-serie)